# Victoria (album)
Pour les articles homonymes, voir Victoria.
Albums de Michel Sardou
Verdun Palais des Congrès 81
Singles
1. Victoria / La Génération Loving You
Sortie : 1980

Victoria est le neuvième album studio de Michel Sardou enregistré au Studio du Palais des congrès et au Studio Music Center de Londres et paru chez Tréma en 1980.
Paru à l'origine sous le simple titre Michel Sardou, il est souvent désigné sous le titre Victoria, première chanson de l'album ou La Génération Loving You (notamment par sa maison de disques Universal Music France), seul single extrait de l'album.
Après une dizaine d'années de succès croissant et ininterrompu (depuis 1970), aucun titre de cet opus ne s'est véritablement imposé comme succès populaire.

## Historique

### Autour de l'album
- Référence originale : Tréma 310 091[1]

## Titres

### Album original
| No | Titre                    | Paroles                        | Musique                        | Durée |
| -- | ------------------------ | ------------------------------ | ------------------------------ | ----- |
| 1. | Victoria                 | Pierre Delanoë                 | Jacques Revaux - Pierre Billon | 4:28  |
| 2. | La Génération Loving You | Michel Sardou - Pierre Delanoë | Jacques Revaux - Pierre Billon | 3:44  |
| 3. | La Donneuse              | Pierre Delanoë - Pierre Billon | Jacques Revaux                 | 3:02  |
| 4. | La Maison en enfer       | Pierre Delanoë - Pierre Billon | Jacques Revaux                 | 3:31  |
| 5. | Marco Perez (Le Playboy) | Pierre Delanoë - Pierre Billon | Jacques Revaux                 | 3:27  |
| 6. | La Haine                 | Pierre Delanoë                 | Jacques Revaux - Pierre Billon | 4:20  |
| 7. | UFO                      | Pierre Delanoë - Pierre Billon | Jacques Revaux                 | 3:18  |
| 8. | Dossier D                | Pierre Delanoë - Pierre Billon | Jacques Revaux                 | 5:10  |
| 9. | La Pluie de Jules César  | Pierre Delanoë                 | Jacques Revaux - Pierre Billon | 4:53  |

### Titres bonus
Cet album a été réédité en 2004 sous le label AZ avec les titres bonus suivants :
- À la volonté du peuple (extrait de la comédie musicale Les Misérables)
- K7
- Si j'étais

## Crédits
- Arrangements :
  - Roger Loubet (titres 1, 2 et 4)
  - Hervé Roy (titres 3, 5 et 6)
  - Benoît Kauffman (titres 7 et 8)
  - Christian Gaubert (titre 9)
- Arrangements cordes : Benoît Kauffman (titres 2 et 4) - cordes enregistrées au Studio Music Center à Londres (régie : John Watson)
- Prise de son : Roland Guillotel
- Direction artistique : Jacques Revaux et Pierre Billon